# جوردن غراي
جوردن غراي (بالإنجليزية: Jordan Graye)‏ هو لاعب كرة قدم أمريكي في مركز الدفاع، ولد في 15 يونيو 1987 في واشنطن العاصمة في الولايات المتحدة. شارك مع منتخب الولايات المتحدة تحت 17 سنة لكرة القدم. أما مع النوادي، فقد لعب مع دي.سي. يونايتد ونادي شمال كارولاينا وهيوستن دينامو.

## وصلات خارجية
- جوردن غراي على موقع الدوري الأمريكي (الإنجليزية)
- جوردن غراي على موقع قاعدة بيانات كرة القدم.إي يو (الإنجليزية)